# شورة (ماجين)
شورة (بالفارسية: شوره) هي قرية و مستوطنة تقع في إيران في قسم ماجين الريفي. يقدر عدد سكانها بـ 232 نسمة .